# Ferdinand Henrik Berregaard
Ferdinand Henrik Berregaard (4. juni 1827 i København – 11. september 1902 sammesteds) var en dansk officer og kammerherre.
Han var søn af Henrik Berregaard og Anna Marie Christiane født Beck, gjorde karriere i Hæren, blev kaptajn i Den Kongelige Livgarde og fik afsked som oberst. 1882-87 var han chef for 4. bataljon. Han var dekoreret med Dannebrogordenen og nogle udenlandske ordener, var Dannebrogsmand og bar Erindringsmedaljen for Krigen 1864.
21. december 1855 giftede han sig med Christiane Vilhelmine Steenberg (16. januar 1834 i København – ?). Han havde to døtre, men ingen sønner, og slægten Berregaard uddøde derfor med ham.